# 滙豐獅
滙豐獅（英語：HSBC lions），通常是指滙豐位於中國上海市滙豐銀行大樓以及香港滙豐總行大廈正門所設立一對的獅子雕塑。該雕塑已經成為香港和上海的獨特地標以及滙豐的象徵。

## 創立

### 上海
第一套獅子雕塑為1923年位於上海市外滩滙豐銀行大樓重建工程的委託而製作。1921年，出於風水考慮，在當時的滙豐香港總經理亞歷山大·高登·史提芬倡議下，匯豐向英國訂購了兩尊青銅獅，該雕塑的靈感來自威尼斯军械库外，被視為威尼斯主保聖人聖馬可象徵的比雷埃夫斯獅子。
隨後，JW勝家父子公司（JW Singer & Sons）在弗洛姆鑄造，由亨利·普爾設計，運往上海後，這些獅子被安放於大樓正門前，作為鎮獸。兩尊銅獅分別以史提芬和上海分行總經理施迪（Gordon H Stitt）命名，其中「史提芬」（Stephen）被描繪成張嘴咆哮的姿態，另一頭銅獅「施迪」（Stitt）則保持靜止不動。業內人士表示，這對應著兩位銀行家的性格。
1941年，日本佔領上海（公共租界）時，曾試圖將上海銅獅運至日本回爐取銅。儘管銅獅曾遭到日軍鋸割，但最後並未被拆走。1966年文化大革命爆發後，這兩尊銅獅被上海市文管會移至上海滑稽劇團倉庫，並自1980年代轉交上海博物館保存。 
1997年，浦東發展銀行獲得了滙豐銀行大樓的使用權後。曾希望將這對銅獅重新移回大門前，後在協商過程中，浦東發展銀行決定出資鑄造兩尊仿照原樣的新銅獅。這兩尊新銅獅的鑄造過程中，銅匠們為了表達對歷史的尊敬，在鑄造完成後特意保留了原日軍破壞的鋸痕呈現。
當前，原件「史提芬」在上海外灘的東方明珠廣播電視塔內的上海城市歷史發展陳列館中展覽。另外一隻「施迪」則存放在上海市銀行博物館。在2007年11月28日至2008年3月24日期間，上海將「施迪」借予香港歷史博物館來舉行專題展覽「從錢莊到現代銀行：滬港銀行業發展」。

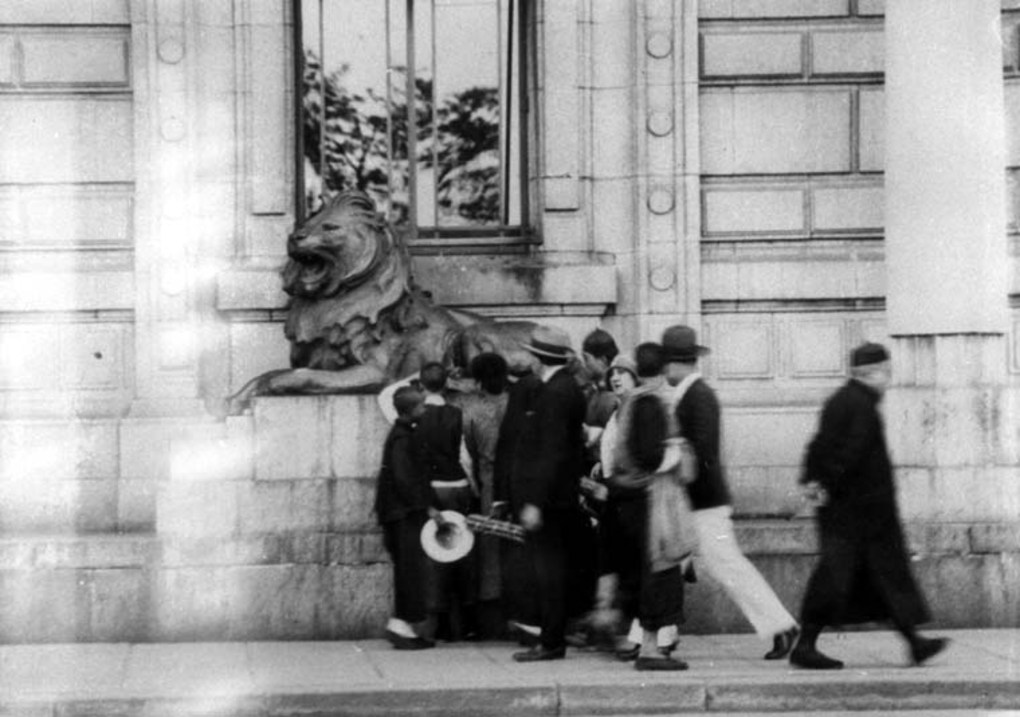
1920年代的上海滙豐獅
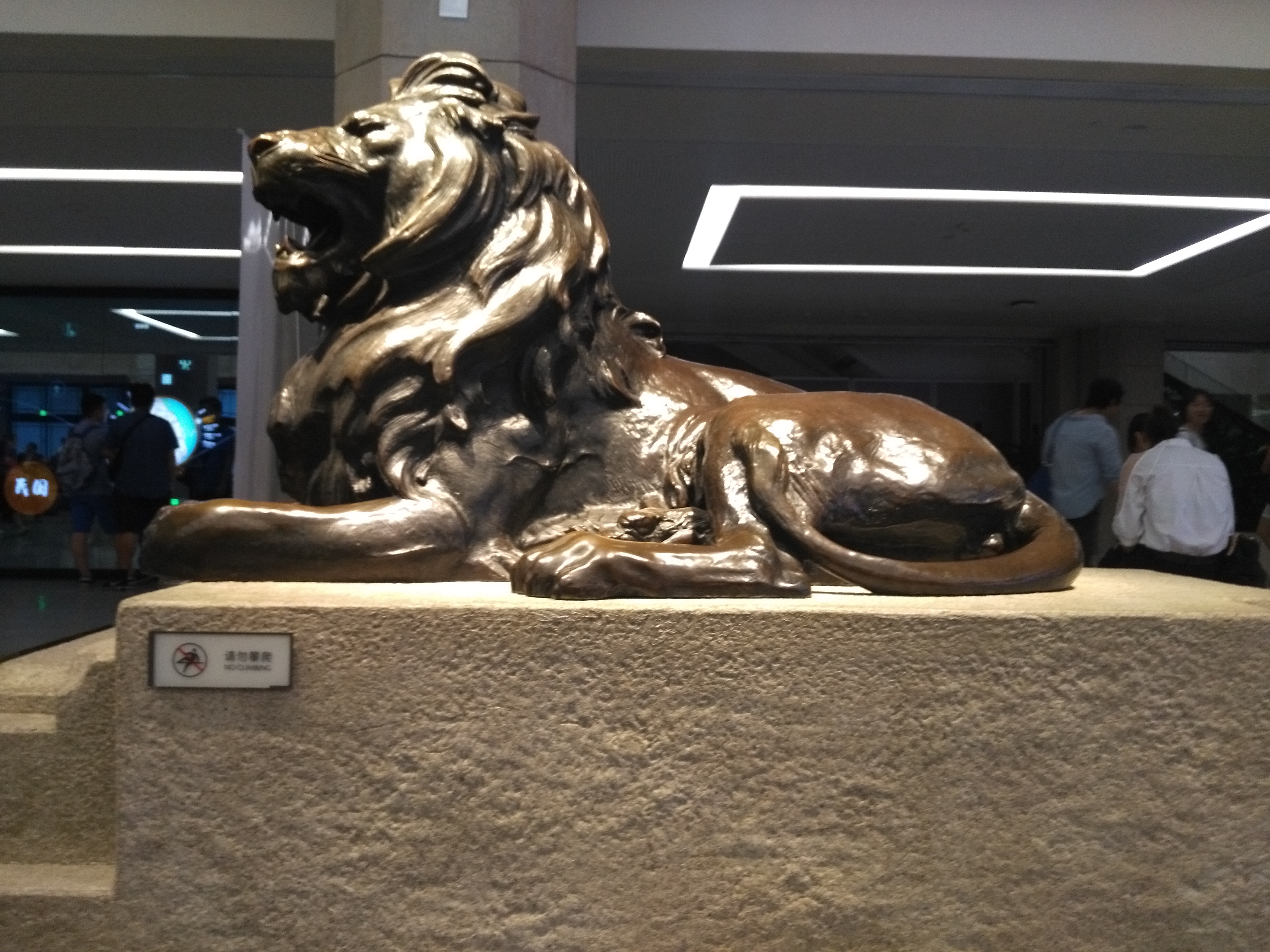
「史提芬」
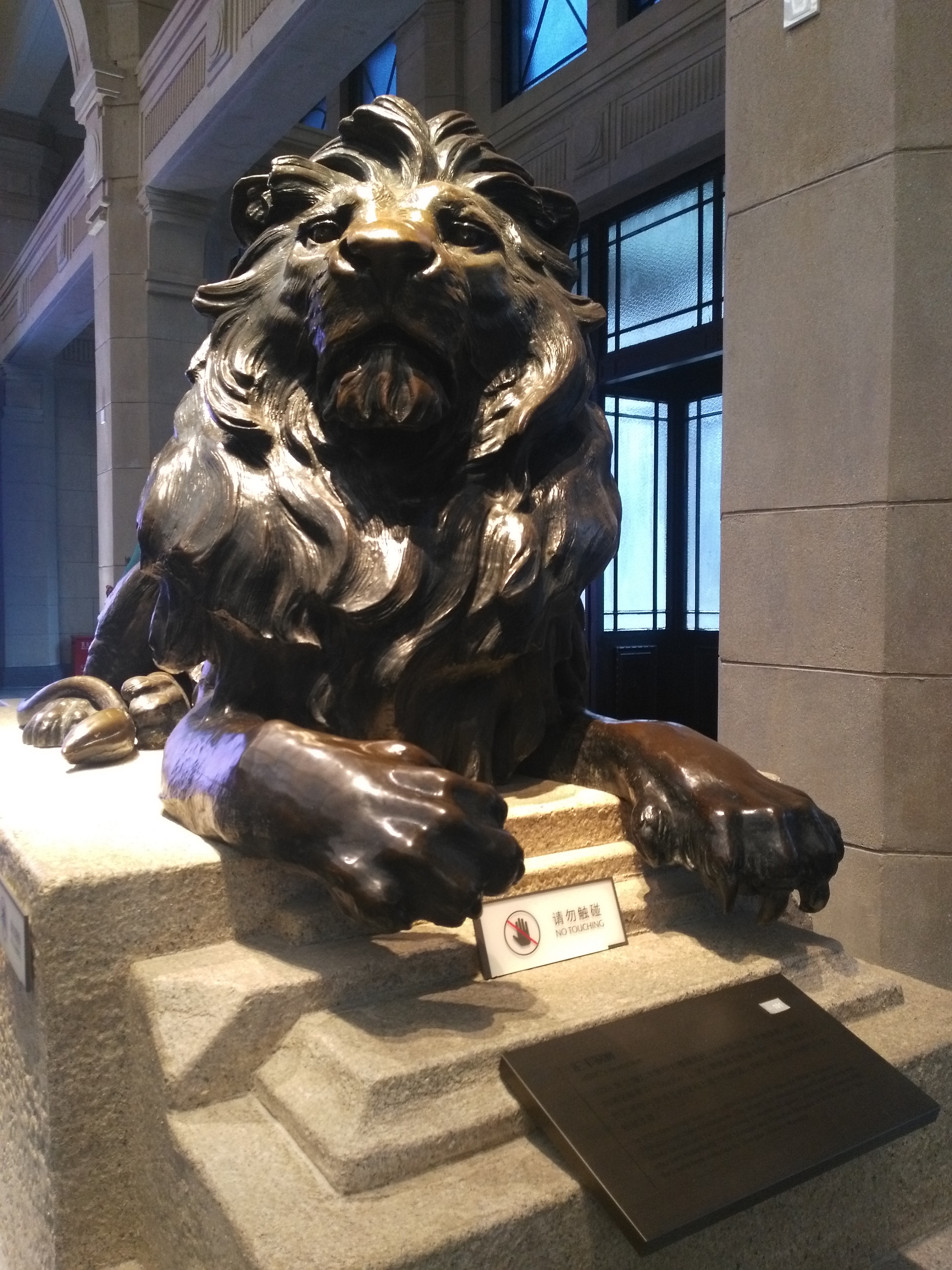
「施迪」
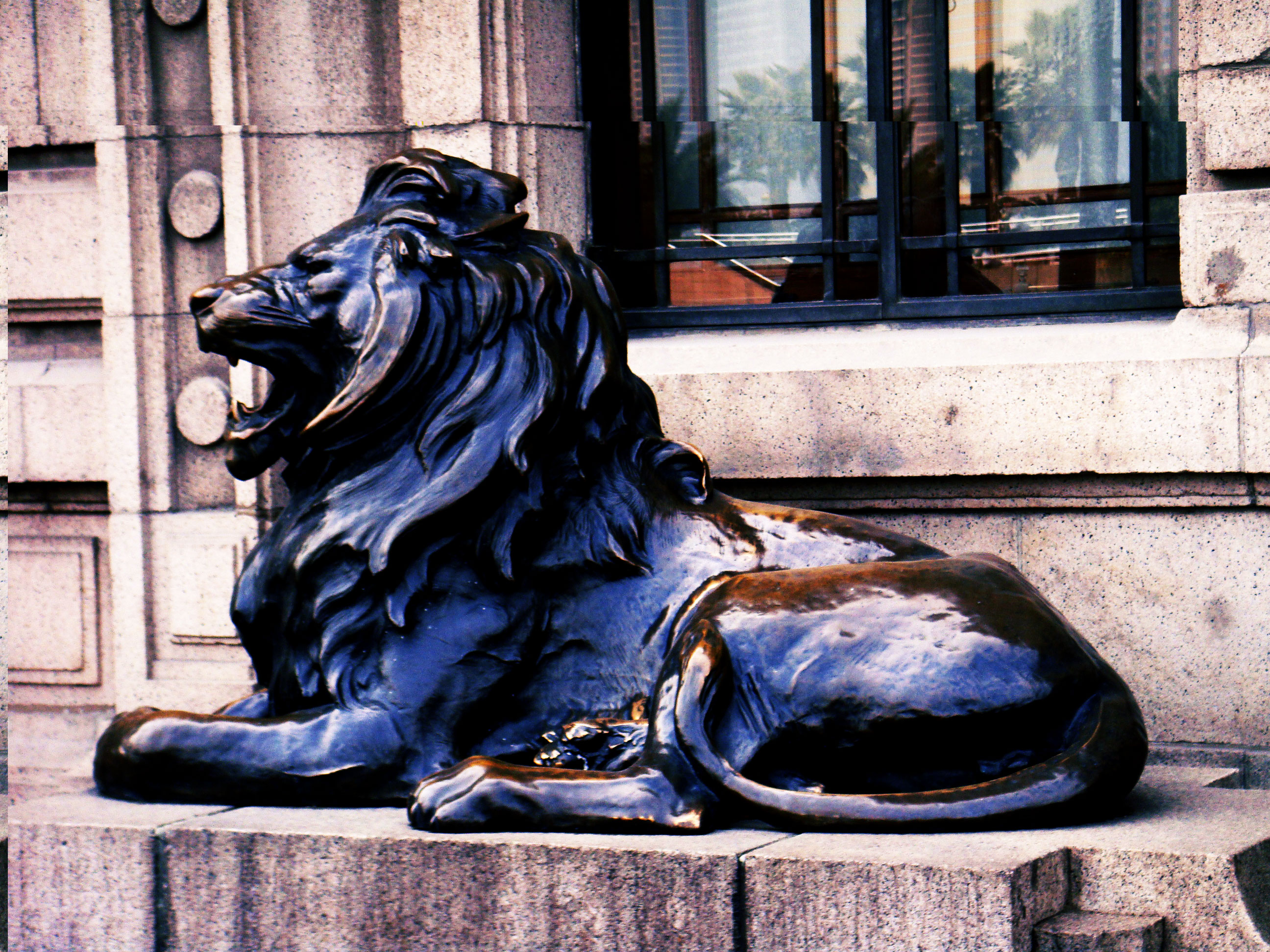
當前置放於滙豐銀行大樓的複製品

### 香港
1935年，因應第三代香港滙豐總行大廈落成，滙豐仿照上海的兩尊銅獅又鑄造兩尊同樣的獅子，安放於新建的香港德輔道中（Des Voeux Road Central）總行大廈門前。香港的獅子由魏達設計，由周燕翔（Chou Yin Hsiang）以銅鑄造，與上海的銅獅一樣，這兩尊銅獅也被命名為史提芬和施迪。，類似上海的石獅，銅獅在香港成為崇敬的對象，並由於在水上極為優秀的聚焦點，這些銅獅被人們視為幸運和繁榮的象徵。年輕的夫婦會帶著他們的幼童去撫摸雕像的爪子和鼻子，希望能從中獲得好運。
根據周燕翔在1977年接受滙豐銀行公司刊物《集團新聞》的訪問中曾表示他當初加入上海工藝廠時與魏達共同製作石獅的經驗，並表示自己並不需要特地學習英語，因為韋斯達本身就擅長說一口流利的上海話。當時，魏達因駝背而被暱稱為「老駝背」，並有著兩個兒子多恩（Don）和亞歷克斯（Alex），但不幸的是，多恩後來在海軍服役時死亡，而亞歷克斯則在日本佔領上海期間死亡。
1942年，日軍攻佔香港後因物資緊缺，曾試圖將香港的銅獅運至日本回爐取銅。當時，香港的兩尊銅獅連同維多利亞女王和滙豐銀行大班昃臣爵士（Sir Thomas Jackson）的銅像一起被運至日本大阪市，並被存放於碼頭倉庫。直到1946年，美軍才在大阪發現這些文物，並根據道格拉斯·麦克阿瑟的命令將它們運回香港，兩尊銅獅身上留下彈痕的痕跡。
1981年7月，因應總行大樓的重建工程，滙豐於1981年6月19日兩尊銅獅拆卸移至附屬建築物，當中瑞工程公司於1981年7月6日展開拆除工作時，石獅則於1982年6月4日被暫時安置在對面的皇后像廣場。直到1984年，滙豐高層找來堪輿學家龍景銓商討安置兩隻銅獅的安排，最終決定在1985年6月8日清晨將兩尊銅獅移回第四代總行。
在2019年反對逃犯條例修訂草案運動中，滙豐被指打壓反修例示威者，在2020年香港元旦大遊行中銅獅被人破壞，包括噴上紅漆，貼上符號和標語，以至放火焚燒。事後用木板圍封獅身，經過逾9個月的維修，到10月22日重新對外展示。滙豐舉行簡單揭幕儀式，由滙豐銀行副主席兼行政總裁王冬勝，以及香港區行政總裁施穎茵主持。御用風水師龍景銓師傅及馬昭立師傅也為銅獅進行祈福儀式。滙豐表示會繼續聘請專家，為銅獅子進行全面修復。

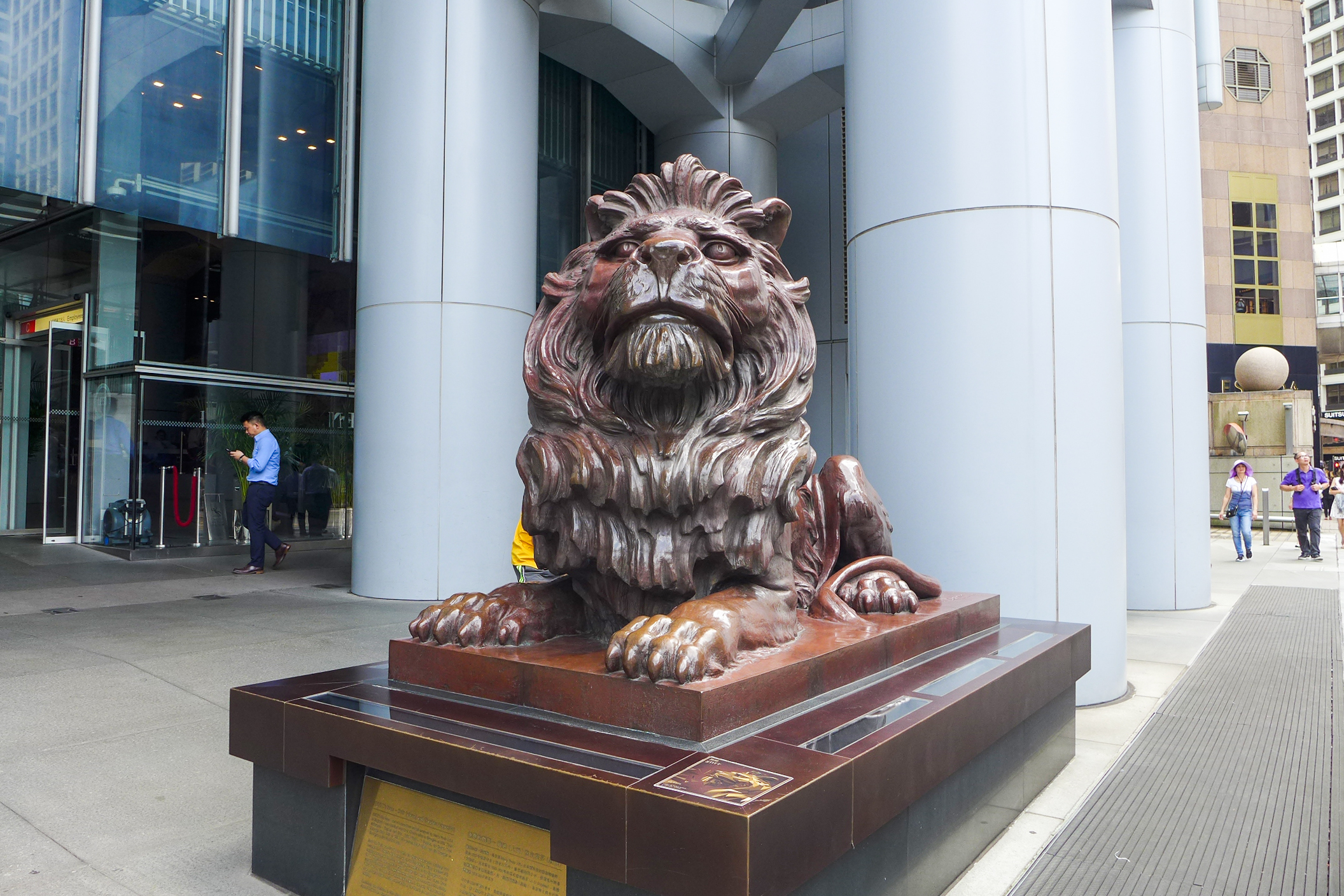
中環總行門前的銅獅子
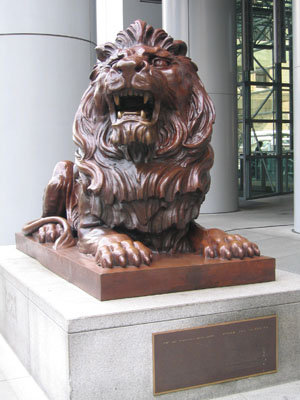
「史提芬」，置於門前東面
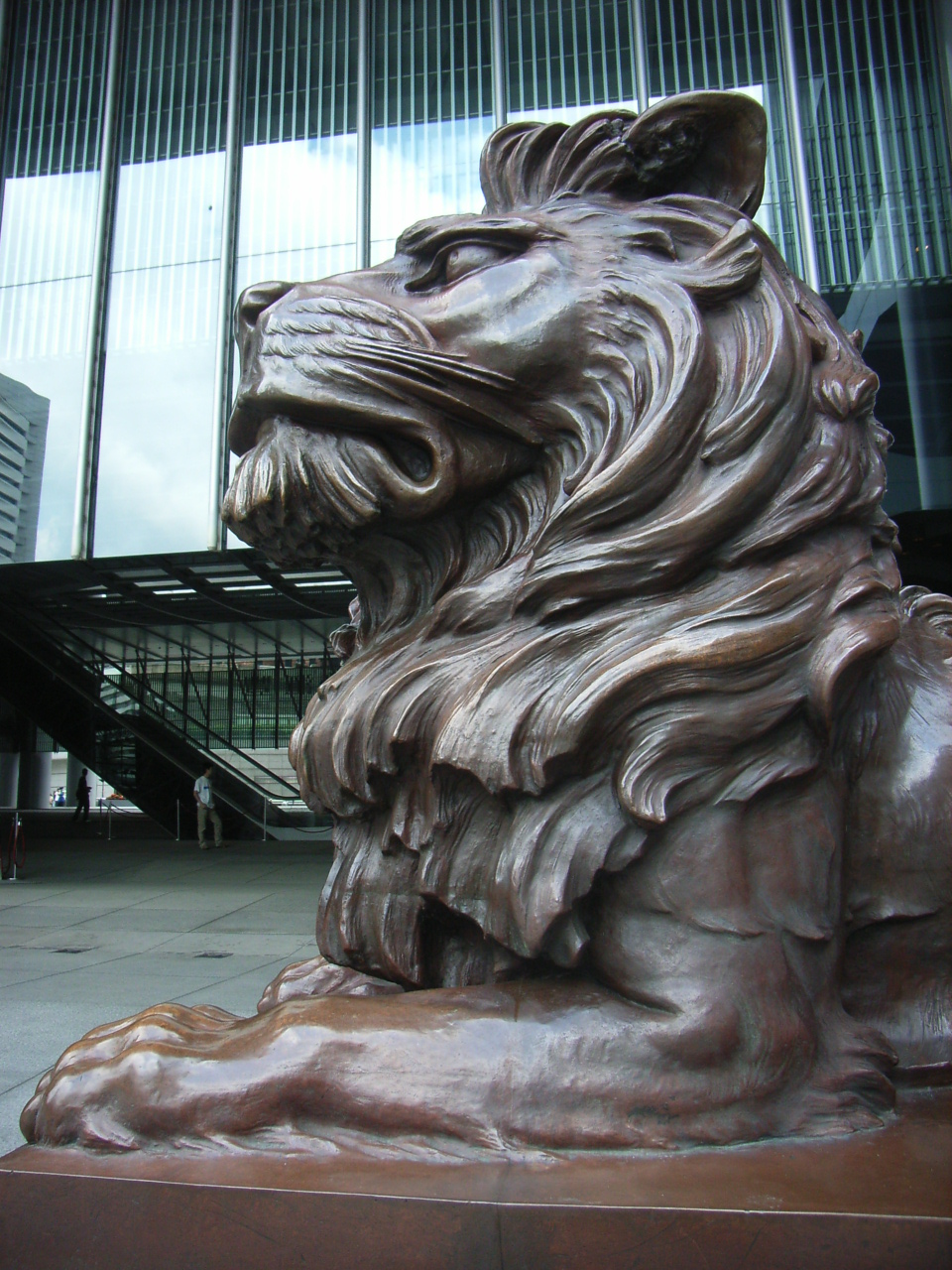
「施迪」，置於門前西面
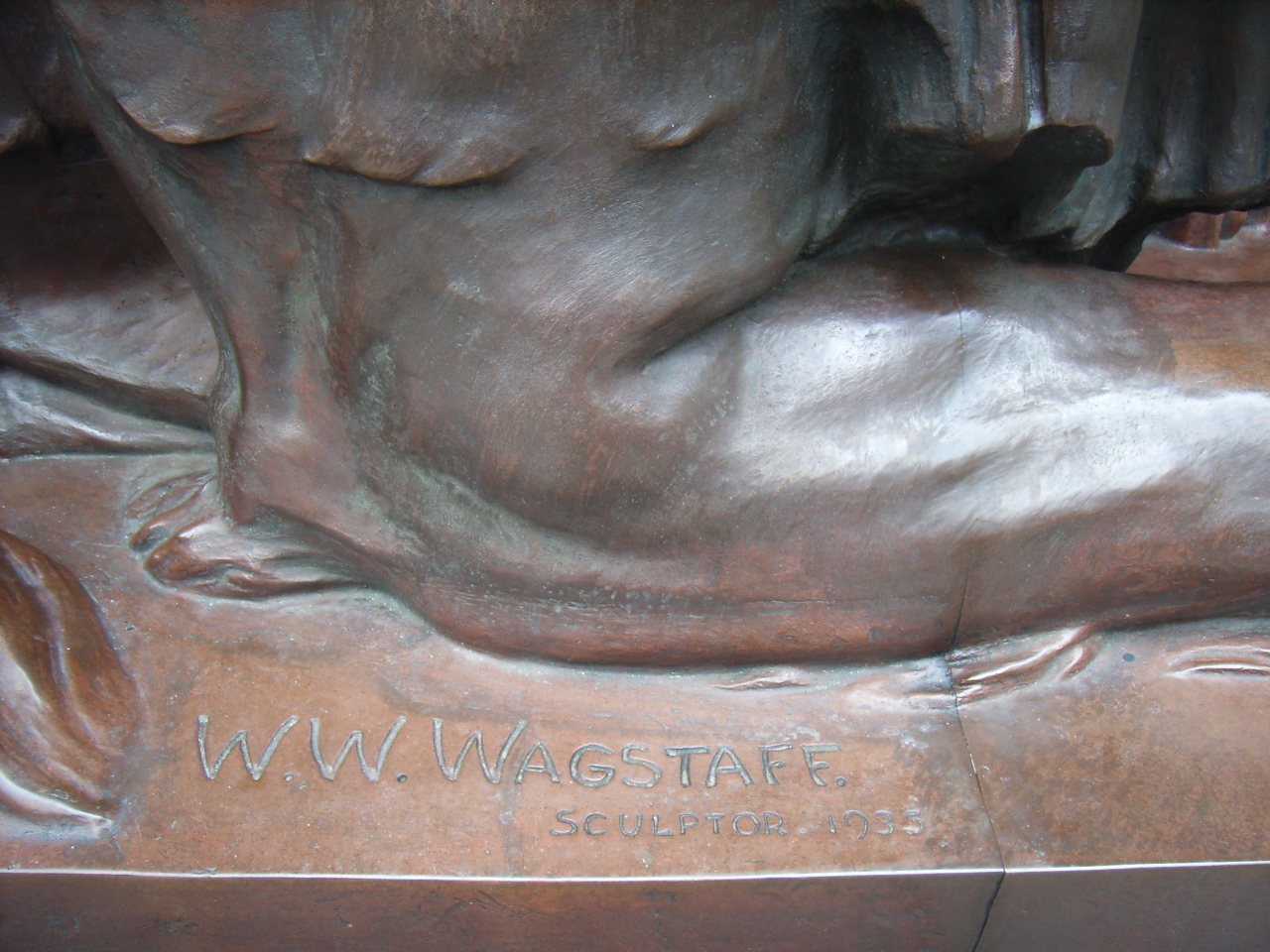
魏達在獅子塑像上的簽名
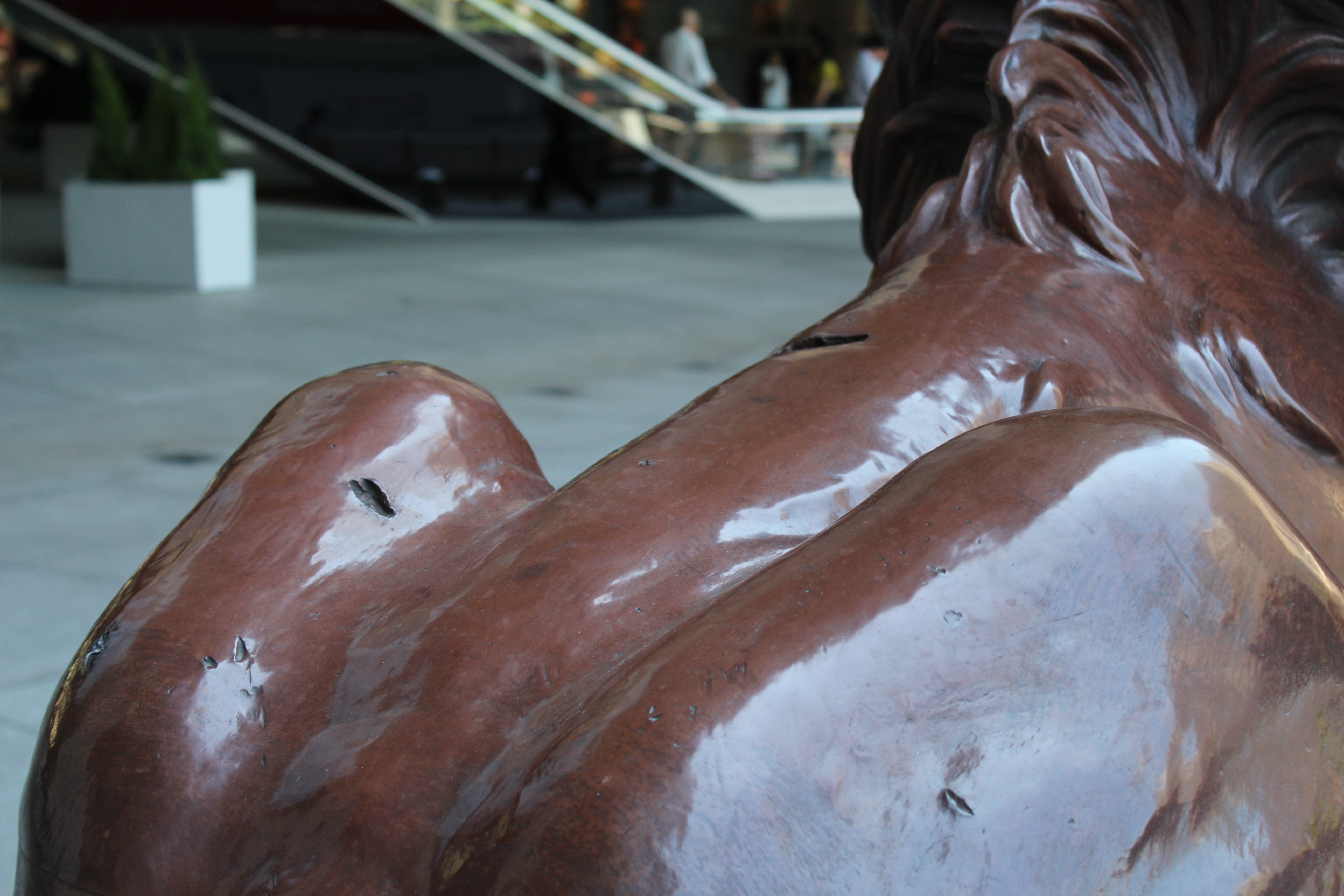
1941年香港戰役的彈片損壞。
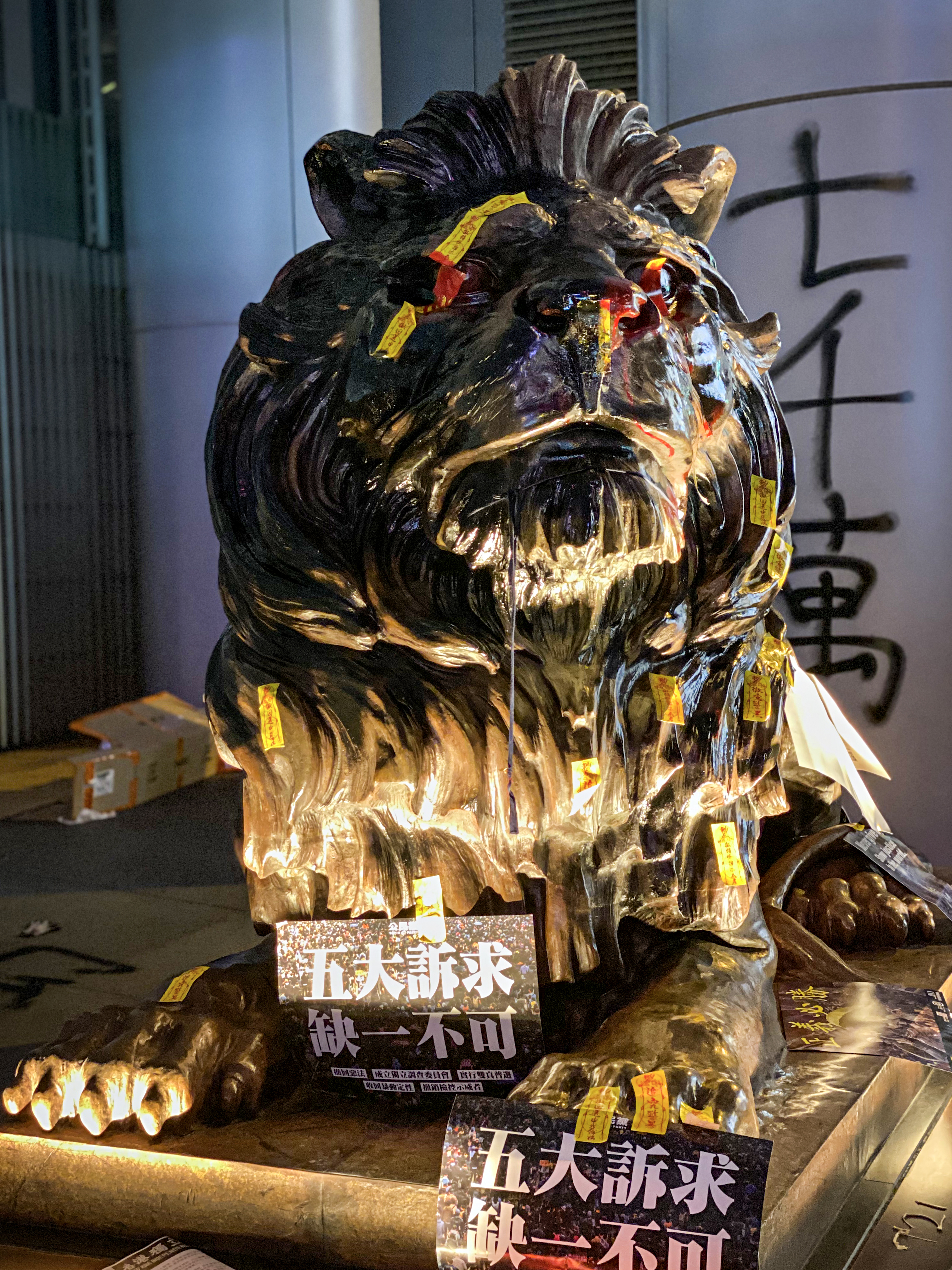
2020年香港元旦大遊行，獅子銅像遭毀壞，被人噴上紅漆和貼上符號

### 倫敦

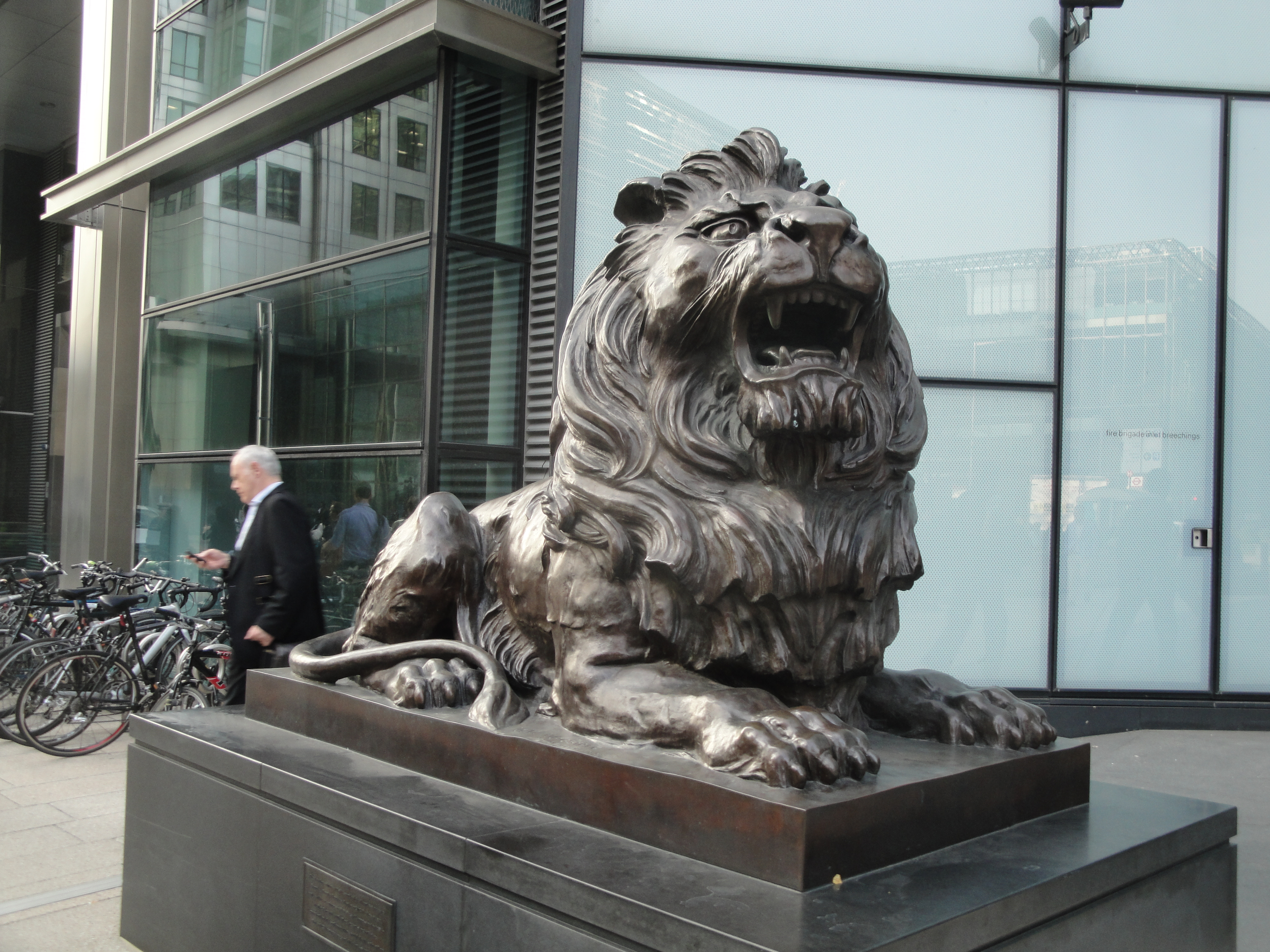
倫敦滙豐獅

隨著滙豐的業務經歷重組並成為現今的滙豐集團後，該集團的總部已經遷往倫敦。2002年，位於道格斯島金丝雀码头的加拿大廣場8號的新總部正式開放。一對獅子再次被委託為新總部所用。這對獅子的外觀與香港的獅子非常相似，甚至包括復刻魏達的雕刻簽名。倫敦獅的鑄造是由鄰近萊姆豪斯的青銅時代鑄造廠（Bronze Age Foundry）進行，由新西蘭裔專業雕塑家馬克·肯尼迪（Mark Kennedy）指揮。與上海的複製品不同，肯尼迪被要求不要在複製品中再現香港獅的「戰爭創傷」，因為這些獅子必須要「依靠自己」贏得戰爭的傷痕。

## 複製品和鑄件
以下是現存各地滙豐銀行銅獅的青銅複製品和鑄件：
- 香港
  - 第二代（1935年）：仿照於第一代原品仿製，每隻重2250磅；置放在香港滙豐總行大廈門前
  - 第五代（2015年）：為慶祝滙豐成立150周年，滙豐仿照香港總行的一對複製，並安放在位於西九龍大角咀的後勤總部滙豐中心地下大堂。
- 英國
  - 第三代（2001年）：仿照於第二代香港銅獅製作，在英國倫敦金絲雀碼頭（Canary Wharf, London）的滙豐集團新總部大廈門前。
  - 第六代（2018年）：滙豐再仿照香港滙豐總行的一對複製，並安放在位於伯明翰的英國滙豐銀行總部大樓外。
- 中國
  - 第一代（1923年）：原件現陳列於上海市历史博物馆。
  - 仿製品（1997年）：在上海浦東發展銀行於1997年獲得前上海滙豐銀行大樓的使用權後，照第一代原樣鑄造了兩尊新銅獅置放在原位。上海浦東發展銀行曾希望將原品從上海博物館移回銀行大門前，後經協商，由銀行方面出資重新鑄造，在仿鑄造過程中，出於對歷史的尊敬，原日軍破壞的鋸痕也一併保留呈現。
  - 第四代（2009年）：選用香港滙豐總行大廈外的一對作藍本，這對銅獅現在按照傳統安放在滙豐中國總部、上海國際金融中心的滙豐銀行大樓外。

在世界各地，一些滙豐銀行的大樓都設有縮小版本的上海或香港雕塑，不過多數大樓則採用不同的造型取代原本的雕塑。

### 彩虹獅

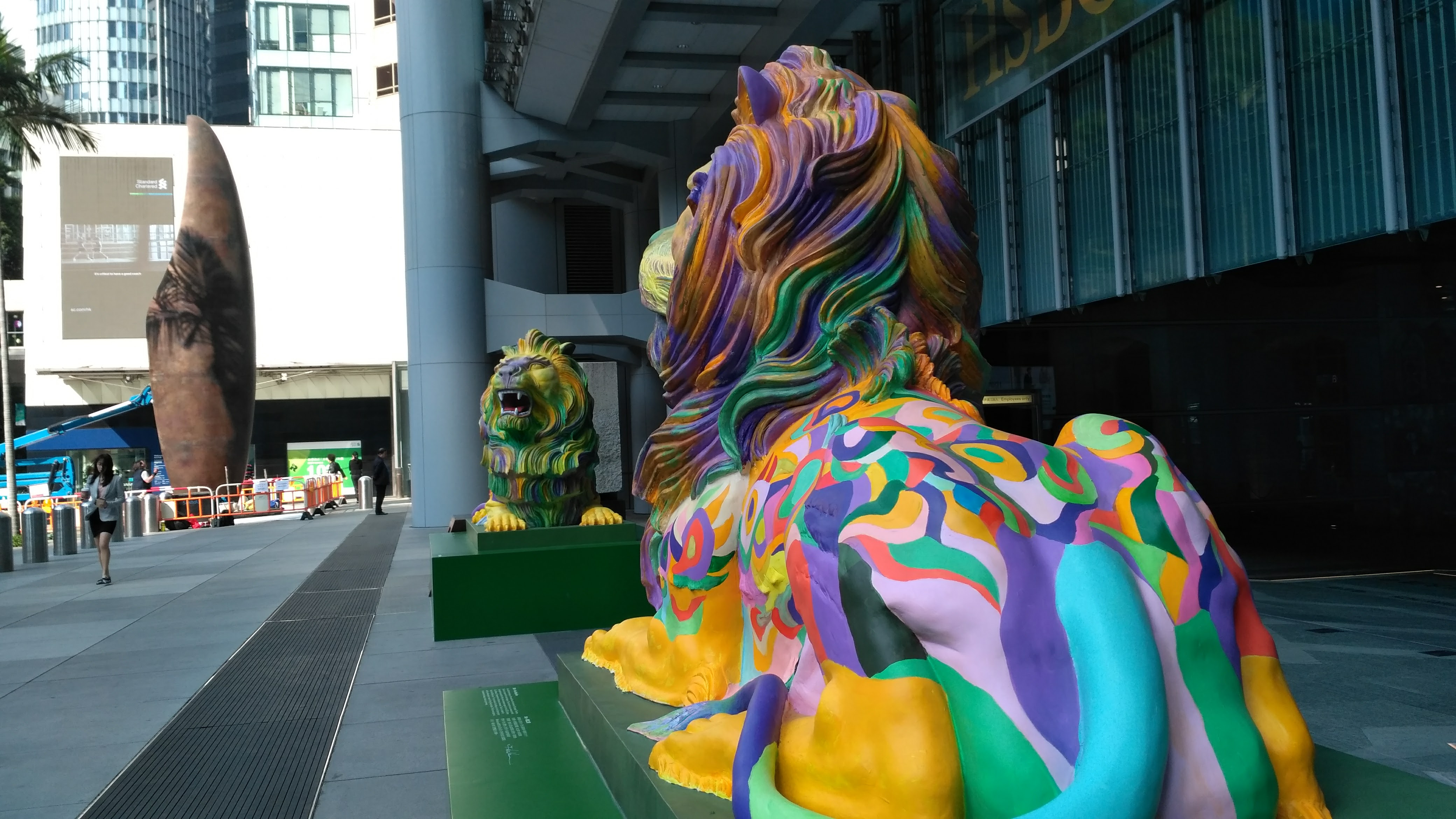
彩虹獅

2016年，滙豐在香港設置了兩隻彩虹色的滙豐獅雕像，以表彰LGBT權利運動。這件藝術品由林敏升設計，其中史提芬的複製品被稱為「自豪之獅」，身上以條狀花紋為主，施迪的複製品則稱為「團結之獅」，身上繪滿圓圈，象徵團結。
然而，該雕像在設立後則在香港引發爭議，後在反對同性婚姻組織召集人黃偉明及其他關注股東的人所發起的在線請願後，這兩尊彩虹獅最終被撤下。現在，這兩尊雕像已被菲律賓環球服務中心接收，並收藏於奎松市。

## 影響
當代，滙豐獅被認為是滙豐銀行的主要象徵之一，因此在香港，滙豐也被俗稱「獅子銀行」。滙豐獅甚至被描繪在滙豐銀行發行的港幣鈔票上。滙豐銀行的所有信用卡和借記卡在其2017年卡片設計中也展示了滙豐獅。
由於滙豐獅的影響力相當廣大，中國的一些地方已經將基於上海或香港獅子造型的雕塑，並作為建築裝飾進行大量生產。但需要注意，該製作實際並未經滙豐銀行的授權。